# Вандеруп
Вандеруп (њем. Wanderup) општина је у њемачкој савезној држави Шлезвиг-Холштајн. Једно је од 134 општинска средишта округа Шлезвиг-Фленсбург. Према процјени из 2010. у општини је живјело 2.204 становника. Посједује регионалну шифру (AGS) 1059174.

## Географски и демографски подаци
Вандеруп се налази у савезној држави Шлезвиг-Холштајн у округу Шлезвиг-Фленсбург. Општина се налази на надморској висини од 24 метра. Површина општине износи 28,6 km². У самом мјесту је, према процјени из 2010. године, живјело 2.204 становника. Просјечна густина становништва износи 77 становника/km².